# دي (ون بيس)
الدي (بالإنجليزية: D) هي مجموعة عرقية في عالم ون بيس، الأفراد الرئيسيين هم لوفي وغارب ودراغون، ويتميز افراد الدي بوجود حرف دي "D" في أسمائهم و لديهم إرادة الدي وهي عزيمة و طموح عالي تميز من يحمل هذا الحرف في اسمه.

## أفراد الدي
- مونكي دي لوفي: بطل انمي و مانغا ون بيس.
- مونكي دي جارب: جد لوفي و نائب ادميرال البحرية.
- مونكي دي دراغون: والد لوفي وأخطر رجل في العالم.
- ترافالغار دي واتر لاو: صديق لوفي واحد حلفائه.
- بورتغاس دي روج: والدة ايس و زوجة روجر.
- غول دي روجر: ملك القراصنة السابق و والد ايس.
- بورتغاس دي ايس: اخ لوفي بالتبني و الذي قتل.
- مارشال دي تيتش: المعروف باللحية السوداء.
- جاغوار دي ساول: جندي سابق في البحرية.
- روكس دي زيبيك: قائد قراصنة الروكس السابق.[2]
- كلاو دي كلوفر: عالم الاثار سابقا [2]
- نيفيرتاري دي كوبرا:ملك اراباستا السابق
- نيفيرتاري دي فيفي:اميرة السابقة
- نيفيرتاري دي ليلي: حاكمة اراباستا القديمة
- اخ كلاو دي كلوفر : تم قتله في احداث المانجا
- اخت واب ترافالغار دي واتر لاو : تم قتلهم بسبب مرض الرصاص الابيض